# Булверов фазан
Булверов фазан (Lophura bulweri) е вид птица от семейство Phasianidae. Видът е световно застрашен, със статут Уязвим.

## Разпространение и местообитание
Разпространен е в Бруней, Индонезия и Малайзия.